# ATP Almaty
Das ATP-Turnier von Almaty (offiziell Almaty Open) ist ein kasachisches Tennisturnier der ATP Tour, das in der größten Stadt des Landes, Almaty, in der Halle auf Hartplatz ausgetragen wird.

## Geschichte
Die ersten vier Ausgaben des Turniers fanden noch in der Hauptstadt Astana statt (von 2019 bis 2022 Nur-Sultan).
Infolge der COVID-19-Pandemie mussten vielen Turniere im ATP-Kalender 2020 abgesagt werden. Daraufhin wurden vier Turniere, je mit einer Ein-Jahres-Lizenz, neu in den Turnierbetrieb aufgenommen. Neben dem Turnier in Kasachstan gehörten dazu ein Turnier in Cagliari und zwei Turniere in Köln. Anders als die anderen Turniere wurde die Veranstaltung in Astana allerdings im Kalender belassen.
Die Ausgabe 2022 wurde einmalig als Turnier der Kategorie ATP Tour 500 ausgetragen, nachdem die eigentlich geplanten China Open, welche dieser Kategorie normalerweise angehört hatten, abgesagt wurden. Seitdem gehört es wie schon vor 2022 zur ATP Tour 250, die mit 28 Spielern im Einzel sowie 16 Paarungen im Doppel ausgetragen wird, wobei die vier am höchsten notierten Spieler im Einzel ein Freilos in der ersten Runde erhalten. 2021 fand neben dem Herrenturnier einmalig auch ein Turnier der Damen statt.
Austragungsort des Turniers in Astana war das Daulet National Tennis Centre. In Almaty wird in der größten Sportanlage des Landes, der Almaty Arena, gespielt.

## Siegerliste

### Einzel
| Austragungsort | Jahr | Sieger            | Finalgegner        | Finalergebnis |
| -------------- | ---- | ----------------- | ------------------ | ------------- |
| Almaty         | 2024 | Karen Chatschanow | Gabriel Diallo     | 6:2, 5:7, 6:3 |
| Astana         | 2023 | Adrian Mannarino  | Sebastian Korda    | 4:6, 6:3, 6:2 |
| Astana         | 2022 | Novak Đoković     | Stefanos Tsitsipas | 6:3, 6:4      |
| Astana         | 2021 | Kwon Soon-woo     | James Duckworth    | 7:66, 6:3     |
| Astana         | 2020 | John Millman      | Adrian Mannarino   | 7:5, 6:1      |

### Doppel
| Austragungsort | Jahr | Sieger                                  | Finalgegner                         | Finalergebnis      |
| -------------- | ---- | --------------------------------------- | ----------------------------------- | ------------------ |
| Almaty         | 2024 | Rithvik Choudary Bollipalli Arjun Kadhe | Nicolás Barrientos Skander Mansouri | 3:6, 7:63, [14:12] |
| Astana         | 2023 | Nathaniel Lammons Jackson Withrow       | Mate Pavić John Peers               | 7:64, 7:67         |
| Astana         | 2022 | Nikola Mektić Mate Pavić                | Adrian Mannarino Fabrice Martin     | 6:4, 6:2           |
| Astana         | 2021 | Santiago González Andrés Molteni        | Jonathan Erlich Andrej Wassileuski  | 6:1, 6:2           |
| Astana         | 2020 | Sander Gillé Joran Vliegen              | Max Purcell Luke Saville            | 7:5, 6:3           |